# هيلين ليدوكس
هيلين ليدوكس (بالفرنسية: Hélène Ledoux)‏ هي مجدفة فرنسية، ولدت في 29 يناير 1963.

## وصلات خارجية
- هيلين ليدوكس على موقع الاتحاد الدولي للتجديف (الإنجليزية)
- هيلين ليدوكس على موقع اللجنة الأولمبية الدولية (الإنجليزية)
- هيلين ليدوكس على موقع أوليمبيديا (الإنجليزية)